# أيريك هالفورسن
أيريك هالفورسن (بالنرويجية البوكمول: Eirik Halvorsen)‏ هو متزلج قفز نرويجي، ولد في 15 أغسطس 1975.

## وصلات خارجية
- أيريك هالفورسن على موقع الاتحاد الدولي للتزلج (القفز التزلجي) (الإنجليزية)